# جک هیل (بازیکن فوتبال)
جک هیل (انگلیسی: Jack Hill; ۲ مارس ۱۸۹۷ – آوریل ۱۹۷۲)) بازیکن فوتبال اهل انگلستان بود.
از باشگاه‌هایی که در آن بازی کرده‌است می‌توان به باشگاه فوتبال پلیموث آرگیل، باشگاه فوتبال هال سیتی، باشگاه فوتبال برنلی، باشگاه فوتبال نیوکاسل یونایتد، و باشگاه فوتبال برادفورد سیتی اشاره کرد.

## تیم ملی
جک هیل سابقهٔ بازی در تیم ملی فوتبال انگلستان را در کارنامهٔ خود دارد. وی در تاریخ ۲۸ فوریه ۱۹۲۵ نخستین بازی ملی خود را در مقابل تیم ملی فوتبال ولز انجام داد و با حضور در ۱۱ بازی ملی، در تاریخ ۱۵ مه ۱۹۲۹ واپسین بازی ملی‌اش را در برابر تیم ملی فوتبال اسپانیا برگزار کرد.
وی همچنین در تیم‌های ملی فوتبال Southern Football League, Football League XI، و انگلستان بازی کرده‌است.